# العلاقات البحرينية البوتانية
العلاقات البحرينية البوتانية هي العلاقات الثنائية التي تجمع بين البحرين وبوتان.

## مقارنة بين البلدين
هذه مقارنة عامة ومرجعية للدولتين:
| وجه المقارنة                                              | البحرين       | بوتان          |
| --------------------------------------------------------- | ------------- | -------------- |
| المساحة (كم2)                                             | 765           | 38.39 ألف      |
| عدد السكان (نسمة)                                         | 1.49 مليون    | 807.61 ألف     |
| الكثافة السكانية (ن./كم²)                                 | 194.77 ألف    | 21.04          |
| العاصمة                                                   | المنامة       | تيمفو          |
| اللغة الرسمية                                             | اللغة العربية | لغة دزونكا     |
| العملة                                                    | دينار بحريني  | نغولترم بوتاني |
| الناتج المحلي الإجمالي (بليون دولار)                      | 35.31 مليار   | 2.51 مليار     |
| الناتج المحلي الإجمالي (تعادل القوة الشرائية) بليون دولار | 64.16 مليار   | 6.49 مليار     |
| الناتج المحلي الإجمالي الاسمي للفرد دولار أمريكي          | 22.60 ألف     | 2.66 ألف       |
| الناتج المحلي الإجمالي للفرد دولار أمريكي                 | 45.50 ألف     | 7.82 ألف       |
| مؤشر التنمية البشرية                                      | 0.824         | 0.605          |
| رمز المكالمات الدولي                                      | +973          | +975           |
| رمز الإنترنت                                              | .bh           | .bt            |
| المنطقة الزمنية                                           | ت ع م+03:00   | ت ع م+06:00    |

## منظمات دولية مشتركة
يشترك البلدان في عضوية مجموعة من المنظمات الدولية، منها:
| علم المنظمة | اسم المنظمة                        | تاريخ انضمام البحرين | تاريخ انضمام بوتان |
| ----------- | ---------------------------------- | -------------------- | ------------------ |
|             | يونسكو                             | 18 يناير 1972        | 13 أبريل 1982      |
|             | وكالة ضمان الاستثمار متعدد الأطراف | 12 أبريل 1988        | 21 أكتوبر 2014     |
|             | الأمم المتحدة                      | 21 سبتمبر 1971       | 21 سبتمبر 1971     |
|             | الاتحاد البريدي العالمي            | ?                    | ?                  |
|             | البنك الدولي للإنشاء والتعمير      | 15 سبتمبر 1972       | 28 سبتمبر 1981     |
|             | الاتحاد الدولي للاتصالات           | 1975                 | 15 سبتمبر 1988     |
|             | منظمة حظر الأسلحة الكيميائية       | ?                    | ?                  |
|             | مؤسسة التمويل الدولية              | 22 سبتمبر 1995       | 1 ديسمبر 2003      |
|             | منظمة الشرطة الجنائية الدولية      | ?                    | ?                  |

## وصلات خارجية
- موقع وزارة الخارجية البحرينية
- موقع وزارة الخارجية البوتانية